# Grand Prix automobile du Brésil 1980
Résultats du Grand Prix du Brésil de Formule 1 1980 qui a eu lieu sur le circuit d'Interlagos à São Paulo le 27 janvier 1980.

## Classement
| Pos. | No | Pilote                | Écurie          | Tours | Temps/Abandon                     | Grille | Points |
| ---- | -- | --------------------- | --------------- | ----- | --------------------------------- | ------ | ------ |
| 1    | 16 | René Arnoux           | Renault         | 40    | 1 h 40 min 01 s 33 (188,934 km/h) | 6      | 9      |
| 2    | 12 | Elio De Angelis       | Lotus-Ford      | 40    | + 21 s 86                         | 7      | 6      |
| 3    | 27 | Alan Jones            | Williams-Ford   | 40    | + 1 min 06 s 11                   | 10     | 4      |
| 4    | 25 | Didier Pironi         | Ligier-Ford     | 40    | + 1 min 40 s 13                   | 2      | 3      |
| 5    | 8  | Alain Prost           | McLaren-Ford    | 40    | + 2 min 25 s 41                   | 13     | 2      |
| 6    | 29 | Riccardo Patrese      | Arrows-Ford     | 39    | + 1 tour                          | 14     | 1      |
| 7    | 9  | Marc Surer            | ATS-Ford        | 39    | + 1 tour                          | 20     |        |
| 8    | 6  | Ricardo Zunino        | Brabham-Ford    | 39    | + 1 tour                          | 18     |        |
| 9    | 21 | Keke Rosberg          | Fittipaldi-Ford | 39    | + 1 tour                          | 15     |        |
| 10   | 30 | Jochen Mass           | Arrows-Ford     | 39    | + 1 tour                          | 16     |        |
| 11   | 7  | John Watson           | McLaren-Ford    | 39    | + 1 tour                          | 23     |        |
| 12   | 3  | Jean-Pierre Jarier    | Tyrrell-Ford    | 39    | + 1 tour                          | 22     |        |
| 13   | 23 | Bruno Giacomelli      | Alfa Romeo      | 39    | + 1 tour                          | 17     |        |
| 14   | 4  | Derek Daly            | Tyrrell-Ford    | 38    | + 2 tours                         | 24     |        |
| 15   | 20 | Emerson Fittipaldi    | Fittipaldi-Ford | 38    | + 2 tours                         | 19     |        |
| 16   | 2  | Gilles Villeneuve     | Ferrari         | 36    | Accélérateur                      | 3      |        |
| Abd. | 22 | Patrick Depailler     | Alfa Romeo      | 33    | Allumage                          | 21     |        |
| Abd. | 15 | Jean-Pierre Jabouille | Renault         | 25    | Turbo                             | 1      |        |
| Abd. | 5  | Nelson Piquet         | Brabham-Ford    | 14    | Suspension                        | 9      |        |
| Abd. | 14 | Clay Regazzoni        | Ensign-Ford     | 13    | Suspension                        | 12     |        |
| Abd. | 26 | Jacques Laffite       | Ligier-Ford     | 13    | Allumage                          | 5      |        |
| Abd. | 1  | Jody Scheckter        | Ferrari         | 10    | Moteur                            | 8      |        |
| Abd. | 28 | Carlos Reutemann      | Williams-Ford   | 1     | Transmission                      | 4      |        |
| Abd. | 11 | Mario Andretti        | Lotus-Ford      | 1     | Sortie de piste                   | 11     |        |
| Nq.  | 10 | Jan Lammers           | ATS-Ford        |       | Non qualifié                      |        |        |
| Nq.  | 18 | David Kennedy         | Shadow-Ford     |       | Non qualifié                      |        |        |
| Nq.  | 17 | Stefan Johansson      | Shadow-Ford     |       | Non qualifié                      |        |        |
| Nq.  | 31 | Eddie Cheever         | Osella-Ford     |       | Non qualifié                      |        |        |

## Pole position et record du tour
- Pole position : Jean-Pierre Jabouille en 2 min 21 s 40 (vitesse moyenne : 200,470 km/h).
- Meilleur tour en course : René Arnoux en 2 min 27 s 31 au 22e tour (vitesse moyenne : 192,427 km/h).

## Tours en tête
- Gilles Villeneuve : 1 (1)
- Jean-Pierre Jabouille : 23 (2-24)
- René Arnoux : 16 (25-40)

## À noter
- 1re victoire pour René Arnoux.
- 2e victoire pour Renault en tant que constructeur.
- 2e victoire pour Renault en tant que motoriste.